# 하회 (가수)
하회는 대한민국의 가수다. 2017년 싱글 《하회》로 데뷔했다.

## 방송
- 쇼미더머니 8 (2019) - Top87